# 468 a.C.
Il 468 a.C. (CDLXVIII a.C. in numeri romani) è un anno  del V secolo a.C.

## Eventi
- Atene: la Lega di Delo, comandata da Cimone, sconfigge sia l'esercito che la flotta dei Persiani nella Battaglia dell'Eurimedonte.
- Sparta: il generale Pausania, dopo essere stato richiamato in patria, viene condannato a morte per cospirazione contro la costituzione.
- Roma: 
  - consoli Quinto Servilio Prisco e Tito Quinzio Capitolino Barbato, al suo secondo consolato.
  - Battaglia di Anzio i Romani sconfiggono Volsci ed Equi

## Morti
- Simonide, poeta greco antico (n. 556 a.C.)